# الرباط (مدينة البيضاء)

تعديل مصدري - تعديل

حارة الرباط هي إحدى حارات مدينة مدينة البيضاء أحد مدن محافظة البيضاء، بلغ تعداد سكانها 2990 نسمة حسب تعداد اليمن لعام 2004.